# Louisa State
Villa Louisa State aan de Gerrit van der Veenlaan 16 is een gemeentelijk monument in Baarn in de provincie Utrecht. Het huis staat in het Wilhelminapark dat onderdeel is van  rijksbeschermd dorpsgezicht Prins Hendrikpark e.o.
De villa aan de Gerrit van der Veenlaan (vroeger Spoorweglaan 16) is rond 1903 gebouwd door C. Sweris in opdracht van mevrouw Vedder. De villa heette oorspronkelijk 'Dennenhorst'. Dit volgt uit de notulen van de Baarnse gemeenteraad van 31 juli 1903. Kort hierna heeft A.S. van Wezel de villa gekocht.

## Bewoning
De villa is in het verleden particulier bewoond geweest. In de Tweede Wereldoorlog was Rust- en herstellingsoord Dennenhorst in het pand gevestigd. Hier konden NSB-vrouwen bijkomen na een ziekte of operatie. Het opvangcentrum Sonnenheuvel aan de Ferdinand Huycklaan 2 was voor opvang namelijk te klein geworden. Van 1948 tot 2002 heeft de villa het internaat van de door de vrijmetselarij opgerichte Louisa Stichting Louisa State gehuisvest. Op 21 mei 1979 was er een grote brand in het gebouw. Thans heeft de villa een kantoorfunctie.